# Вишнёвая тля
Вишнёвая тля (лат. Myzus cerasi) — многоядный вид тли из семейства Настоящие тли (Aphididae).

## Описание
Тело бескрылой девственницы широкое, грушевидной формы, длиной 2—2,4 мм; черное, блестящее сверху и коричневое снизу. Усики темно-зеленые, шестичлениковые, равны половине длины тела. Трубочки черные, цилиндрические, суживающиеся к вершине, с крышечками, в два с половиной раза длиннее пальцевидного хвостика. Усиковые бугорки широкие, образуют лобный желобок. Крылатая самка блестяще-черная, длиной до 2,4 мм. Яйца овальные, черные.

## Ареал
Вид встречается в Европе, Передней и Средней Азии, Северной Америке, Северной Африке, Австралии. На территории б. СССР встречается повсеместно в зоне возделывания главных кормовых растений — вишни, черешни. Основная вредоносность наблюдается в степной зоне Украины, Нижнем Поволжье, на Северном Кавказе, в Закавказье, Молдавии, Средней Азии, Южном Казахстане.

## Жизненный цикл
Яйца тли зимуют около почек на концах побегов. Когда почки начинают распускаться, из яиц появляются личинки. Тля даёт несколько поколений за лето. Особенно сильно страдают молодые листья, из которых она высасывает сок. Листья после повреждения засыхают и чернеют скручиваясь.

## Хозяйственное значение
Вид является олифагом. Повреждает косточковые культуры: черешню, домашнюю вишню, в значительно меньшей степени- сливу, абрикос, персик. Из диких растений питается на подмаренник мягкий (Galium mollugo L.), подмаренник цепкий (Galium aparine L.), очанка прямая (Euphrasia stricta Wolff.), вероника лекарственная (Veronica officinalis L.), зубчатка весенняя (Odontites verna Rchb.).